# 持久力トレーニング
持久力トレーニング（じきゅうりょくトレーニング、英：Endurance_training）は、持久力を高めることを目的としたトレーニングである。

## トレーニング方法

### インターバル法
インターバル法のやり方
1. 短めの一定区間をほぼ全速で走る。
2. 次に長めの距離をゆっくり走る。
3. 1と2を繰り返す。

例：100mを早めに走り、200mをゆっくり走る。

### 高地トレーニング
高地では筋肉への酸素の供給量が制限されるため、持久力のトレーニングになる。

## 栄養摂取法
体内の運動エネルギーとして効率よく利用できるグリコーゲンを筋肉や肝臓に蓄積させる方法が持久力を向上させるために用いられる。その方法は、カーボ・ローディング（Carbohydrate Loading）と呼ばれる。
| 大会（試合）日を基準とした時期 | 運動量       | 食事           | 備考                     |
| ------------------------------ | ------------ | -------------- | ------------------------ |
| 約1週間前〜4日前               | 減らす       | 通常（混合食） | 体内のグリコーゲンを維持 |
| 3日前                          | 減らす       | 高炭水化物     | 体内のグリコーゲンを蓄積 |
| 2日前〜前日                    | 減らす・休む | 高炭水化物     | 体内のグリコーゲンを蓄積 |